# Jan Pörksen
Jan Pörksen (* 1964) ist ein deutscher Politiker (SPD) und politischer Beamter. Seit dem 1. Oktober 2018 fungiert er als Staatsrat und Chef der Hamburger Senatskanzlei unter dem Ersten Bürgermeister Peter Tschentscher. Vom 24. März 2011 bis 30. September 2018 war Pörksen Staatsrat der Behörde für Arbeit, Soziales, Familie und Integration der Freien und Hansestadt Hamburg.

## Biografie

### Herkunft, Ausbildung und beruflicher Werdegang
Pörksen stammt aus einer schleswig-holsteinischen Familie. Er ist ein Sohn des Neurologen Niels Pörksen (* 1934), Martin Pörksen war sein Großvater, Uwe Pörksen ist sein Onkel, Bernhard Pörksen und Julian Pörksen seine Cousins, und Judith Pörksen Roder seine Cousine. Er wuchs in Lüneburg auf, wo sein Vater Leiter der Psychiatrischen Klinik in Häcklingen war, und verbrachte mit AFS Interkulturelle Begegnungen ein Schuljahr in den USA. Nach dem Abitur studierte er Rechtswissenschaften an der Albert-Ludwigs-Universität Freiburg und als Stipendiat des Deutschen Akademischen Austauschdienstes (DAAD) an der Universität Genf. Anschließend absolvierte er das Rechtsreferendariat in Hamburg.
Nach dem Referendariat wurde Pörksen im Jahr 1997 Beamter in der Hamburger Verwaltung. Von 1998 bis 2001 war er Persönlicher Referent von Ortwin Runde, Erster Bürgermeister der Hansestadt in dieser Zeit. Später leitete er mehrere Referate in der Hamburger Verwaltung. Im Jahr 2006 wurde er Senatsdirektor in Bremen unter Finanzsenator Ulrich Nußbaum.

### Tätigkeit als politischer Beamter
Mit dem Regierungswechsel von CDU zu SPD nach der Bürgerschaftswahl 2011 kehrte Pörksen im März 2011 nach Hamburg zurück und wurde zum Staatsrat der Behörde für Arbeit, Soziales, Familie und Integration im Senat der Freien und Hansestadt Hamburg des Ersten Bürgermeisters Olaf Scholz (Senat Scholz I) berufen. Dieses Amt behielt er auch im Senat Scholz II sowie anfangs im Senat Tschentscher I.
Mit Wirkung zum 1. Oktober 2018 wechselte Pörksen in das Amt des Chefs der Hamburger Senatskanzlei. Er löste Christoph Krupp.

### Familie und Privates
Pörksen gehört der Evangelisch-Lutherischen Kirche an. Er ist verheiratet mit Anke Pörksen, die seit 2013 Sprecherin der Niedersächsischen Landesregierung ist. Das Ehepaar hat zwei Kinder.

### Partei
Pörksen ist seit Studentenzeiten Mitglied der SPD. In Hamburg war er mehrere Jahre bis 2008 Vorsitzender des Kreisverbandes Hamburg-Eimsbüttel. Als solcher setzte er sich für die Bundestagskandidatur von Niels Annen ein. Nachdem dieser bei seiner Kandidatur gegen den Hamburger Juso-Vorsitzenden Danial Ilkhanipour in einer umstrittenen Abstimmung unterlag, trat Pörksen als Kreisvorsitzender zurück. Er gilt als gemäßigt Linker innerhalb seiner Partei.

### Ehrenämter
Neben seinen Ehrenämtern in der SPD engagiert sich Pörksen seit seinem Schüleraustauschjahr in den USA in verschiedenen Funktionen bei AFS Interkulturelle Begegnungen. Mehrere Jahre war er stellvertretender Vorsitzender des deutschen Vereins und dessen Vertreter in einigen internationalen Gremien. Er ist Mitglied im Stiftungsrat der AFS-Stiftung für Interkulturelle Begegnungen und seit 2012 Mitglied des Kuratoriums des deutschen AFS.